# Cansei de Ser Sexy (álbum)
Cansei de Ser Sexy é o álbum de estreia da banda de electrorock Cansei de Ser Sexy. Lançado em 9 de outubro de 2005 pela gravadora Trama Virtual em edição limitada, o álbum foi a porta de entrada da banda para o cenário musical internacional.

## Composição
O álbum traz a inovadora proposta de incluir um CD-R na mesma embalagem com intuito de que o comprador pudesse copiar o disco em um computador e dar de presente para algum amigo, fazendo assim uma auto-divulgação gratuita e indireta para a banda, prestando uma homenagem à disseminação de música por meio da rede mundial. A lista de faixas do álbum traz algumas canções do EP A Onda Mortal / Uma Tarde com PJ unidas com faixas inéditas.

## Lançamento e divulgação
Lançado em 9 de outubro de 2005 pela gravadora Trama Virtual o álbum veio em uma tiragem de edição limitada, porém não repercutiu tanto no Brasil, alançando apenas a posição dezoito na tabela da Associação Brasileira dos Produtores de Discos, parada oficial brasileira. O primeiro single lançado foi a canção "Let's Make Love and Listen to Death from Above" em 4 de setembro de 2004, porém sem se destacar nas tabelas. Em 2005 são lançadas as canções "Bezzi", que já era conhecida pelo público por fazer parte dos dois primeiros EPs da banda, e "Superafim", que ganhou notoriedade em pouco tempo, entrando a para a posição quarenta e cinco no Hot 100 Brasil". Com a elevação das execuções do álbum em países estrangeiros, em julho de 2006 o Cansei de Ser Sexy partiu para uma turnê internacional passando inicialmente apenas pelos Estados Unidos e Canadá, ao lado da banda Bonde do Role e do DJ e produtor estadunidense Diplo a fim de divulgar o álbum, porém se estendendo para outros países com o passar do tempo. Durante o período fora do país viriam a dividir palcos com bandas como Ladytron, 1990s e Basement Jaxx, em concertos por países da Europa.
"Superafim" integrou a trilha sonora do programa Big Brother Brasil 6, da Rede Globo, sendo tocada como tema geral. Já a canção "Meeting Paris Hilton" foi descoberta por produtores estadunidenses do canal FOX e entrou para a trilha sonora do reality show The Simple Life, estrelado pela própria Paris Hilton. Ainda a canção "Art Bitch" integrou a coletânea Les Beaux Labels, lançada na França, onde a canção teve alguma execução nas rádios. Também as canções "Alala" e "Off the Hook" foram incluídas na trilha sonora do jogo Forza Motorsport 2 para o Xbox 360, lançado oficialmente no Brasil.

## Lista de Faixas
| N.º | Título                                            | Compositor(es)                               | Duração |  |
| 1.  | "Fuck Off Is Not the Only Thing You Have to Show" | Adriano Cintra / Lovefoxxx                   | 2:45    |  |
| 2.  | "Alala"                                           | Adriano Cintra / Luiza Sá / Lovefoxxx        | 3:58    |  |
| 3.  | "Let's Make Love and Listen to Death from Above"  | Adriano Cintra / Carolina Parra / Lovefoxxx  | 3:31    |  |
| 4.  | "Meeting Paris Hilton"                            | Adriano Cintra / Lovefoxxx                   | 3:11    |  |
| 5.  | "Alcohol"                                         | Adriano Cintra / Lovefoxxx                   | 2:49    |  |
| 6.  | "Bezzi"                                           | Adriano Cintra / Luiza Sá / Lovefoxxx        | 3:09    |  |
| 7.  | "Off the Hook"                                    | Adriano Cintra                               | 2:40    |  |
| 8.  | "Art Bitch"                                       | Adriano Cintra / Lovefoxxx                   | 3:11    |  |
| 9.  | "Acho Um Pouco Bom"                               | Adriano Cintra                               | 3:05    |  |
| 10. | "Computer Heat"                                   | Adriano Cintra / Lovefoxxx                   | 5:03    |  |
| 11. | "Music Is My Hot Hot Sex"                         | Adriano Cintra / Lovefoxxx                   | 3:08    |  |
| 12. | "This Month, Day 10"                              | Adriano Cintra / Lovefoxxx                   | 3:57    |  |
| 13. | "Superafim"                                       | Adriano Cintra / Carlos Dias / Clara Ribeiro | 3:44    |  |
| 14. | "Poney Money Honey"                               | Adriano Cintra / Lovefoxxx                   | 2:38    |  |

## Posições
| Paradas (20065)                                         | Posições |
| ------------------------------------------------------- | -------- |
| Brasil (Associação Brasileira dos Produtores de Discos) | 18       |

## Versão Internacional
| Críticas profissionais | Críticas profissionais |
| Pontuações agregadas   | Pontuações agregadas   |
| Fonte                  | Avaliação              |
| ---------------------- | ---------------------- |
| Metacritic             | 77/100                 |
| Avaliações da crítica  |                        |
| Fonte                  | Avaliação              |
| Pitchfork Media        | [ 7 ]                  |
| Prefix Magazine        | [ 8 ]                  |
| Slant Magazine         | [ 9 ]                  |
| Stylus Magazine        | B+                     |

Cansei de Ser Sexy (abreviado de CSS) é um álbum de estúdio da banda de electrorock Cansei de Ser Sexy. Lançado em 11 de julho de 2006, após terem ganho cada vez mais visibilidade internacional e assinar com a gravadora Sub Pop, o álbum é uma nova versão do primeiro álbum misturado com faixas do EP CSS SUXXX, liberado apenas na Europa e Estados Unidos, retirando as canções em português e adicionando novas em inglês. O álbum alcançou a posição sessenta e nove no Reino Unido, vinte e quatro na Irlanda e nove na Billboard Top Electronic Albums, nos Estados Unidos.

### Lançamento e divulgação
O álbum é lançado em 11 de julho de 2006 pela gravadora Sub Pop apenas na Europa e Estados Unidos sendo a maioria das músicas em inglês. O trabalho alcançou a posição sessenta e nove no Reino Unido, vinte e quatro na Irlanda e nove na Billboard Top Electronic Albums, nos Estados Unidos. O álbum vendeu em torno das 60 mil cópias.
O primeiro single "Alala" alcançou a posição oitenta e nove no Reino Unido, cinquenta e um na Irlanda, sendo que "Off the Hook", a segunda faixa trabalhada, pontuou apenas no primeiro país na posição quarenta e três e "Let's Make Love And Listen To Death From Above", maior sucesso do álbum, alcançou a posição trinta e dois no Reino Unido e trinta e sete na Irlanda. Em 2007 é lançada a faixa "Alcohol", porém sem demonstrar desempenho nas tabelas. No mesmo ano "Music Is My Hot Hot Sex" é liberada como single final, entrando para a Billboard Hot 100 na posição sessenta e três e no Canadá, onde alcançou a posição doze.

### Controvérsias
Em outubro de 2007 Nick Haley, um jovem estudante americano, criou e editou um comercial amador que mostra o iPod Touch, da Apple Inc., com a canção "Music Is My Hot Hot Sex" como plano de fundo. Como a música combinava muito com o produto, a Apple Inc. se interessou e decidiu veicular o anúncio em algumas emissoras de televisão norte-americanas a partir de 4 de novembro. O  videoclipe foi o primeiro na história do site Youtube a receber 100 milhões de visitas, o record até aquele momento.

### Lista de Faixas
| N.º | Título                                            | Compositor(es)                              | Duração |  |
| 1.  | "CSS Suxxx"                                       | Adriano Cintra / Lovefoxxx                  | 1:57    |  |
| 2.  | "Patins"                                          | Adriano Cintra / Lovefoxxx                  | 2:18    |  |
| 3.  | "Alala"                                           | Adriano Cintra / Luiza Sá / Lovefoxxx       | 3:58    |  |
| 4.  | "Let's Make Love and Listen to Death from Above"  | Adriano Cintra / Carolina Parra / Lovefoxxx | 3:31    |  |
| 5.  | "Art Bitch"                                       | Adriano Cintra / Lovefoxxx                  | 3:09    |  |
| 6.  | "Fuck Off Is Not the Only Thing You Have to Show" | Adriano Cintra / Lovefoxxx                  | 2:45    |  |
| 7.  | "Meeting Paris Hilton"                            | Adriano Cintra / Lovefoxxx                  | 3:11    |  |
| 8.  | "Off the Hook"                                    | Adriano Cintra                              | 2:40    |  |
| 9.  | "Alcohol"                                         | Adriano Cintra / Lovefoxxx                  | 2:49    |  |
| 10. | "Music Is My Hot Hot Sex"                         | Adriano Cintra / Lovefoxxx                  | 4:28    |  |
| 11. | "This Month, Day 10"                              | Adriano Cintra / Lovefoxxx                  | 3:57    |  |
| 12. | "Bezzi"                                           | Adriano Cintra / Luiza Sá / Lovefoxxx       | 3:04    |  |
| 13. | "Poney Money Honey"                               | Adriano Cintra / Lovefoxxx                  | 2:38    |  |

### Posições
| Paradas (2006/2007)                              | Posições |
| ------------------------------------------------ | -------- |
| Irlanda (Irish Albums Chart)                     | 24       |
| Reino Unido (UK Albums Chart)                    | 89       |
| Estados Unidos — Billboard Top Electronic Albums | 9        |

## Créditos

### Integrantes da banda
- Lovefoxxx - vocal, vocal de apoio e arte do CD
- Ana Rezende - guitarra
- Luiza Sá -	guitarra
- Carolina Parra - guitarra, bateria, teclado, vocal de apoio e assistente de mixagem
- Iracema Trevisan -	baixo
- Adriano Cintra - bateria, guitarra, teclado, baixo, gaita, vocal, vocal de apoio, produtor e assistente de mixagem

### Externos
- Clara Ribeiro - vocal ("SuperAfim") e vocal de apoio
- Maria Helena Zerba - teclado ("Art Bitch")
- Shimby - vocal ("Computer Heat")
- João Marcello Bôscoli - produtor executivo
- André Szajman - produtor executivo
- Cláudio Szajman - produtor executivo
- Carlos Eduardo Miranda - A&R
- Clayton Martin - engenheiro de gravação
- Rodrigo Sanches - mixagem
- Ricardo Garcia - masterização
- Eduarda de Souza - fotografia